# 国鉄1300形蒸気機関車

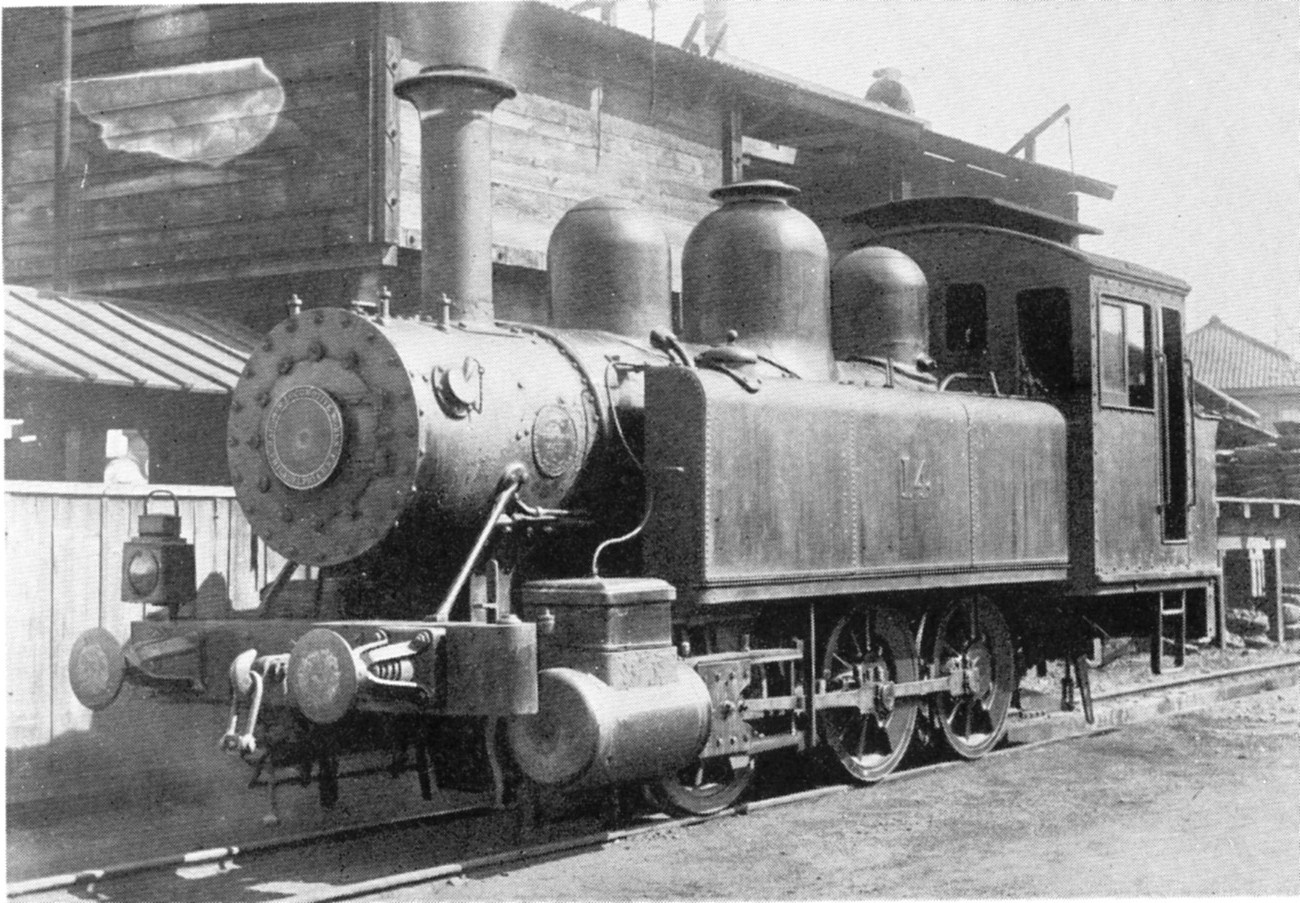
総武鉄道 14（後の鉄道院 1300）

1300形は、かつて日本国有鉄道の前身である鉄道院に在籍したタンク式蒸気機関車である。

## 概要
本形式は、総武鉄道（初代）が1894年（明治27年）にアメリカのボールドウィン・ロコモティブ・ワークスで1両（製造番号14071）を製造した車軸配置0-6-0(C)、単式2気筒の飽和式蒸気機関車である。メーカーにおける種別呼称は6-20D、1000形と1320形の中間に位置するクラスの機関車で、総武鉄道では4と称した。
1896年（明治29年）に房総鉄道に譲渡され2代目3となったが、1898年（明治31年）には再び総武鉄道に戻り、今度は14に変更された。総武鉄道は1907年（明治40年）に国有化されたが、本機は1909年（明治42年）、鉄道院の形式称号規程制定により、1300形（1300）に改番された。
1911年（明治44年）に足尾鉄道が開業用に汽車製造に注文していた蒸気機関車4両の完成が遅れたため急遽国鉄に払下げを願い出て当機が譲渡されることになり、同社の1となったが、1913年（大正2年）に足尾鉄道と鉄道院の間に貸し渡し契約が結ばれ、再び鉄道院籍となった。その際、どういう訳か形式番号は元に戻らず、1295形（1295）に変更され、各地の建設用として使用されたが、1918年（大正7年）12月に多摩鉄道に譲渡され、番号は1295のまま1934年（昭和9年）10月まで使用された。その間、多摩鉄道は西武鉄道（旧）に合併されている。

## 主要諸元
鉄道省1295形の諸元を記す。
- 全長 : 8,484mm
- 全高 : 3,404mm
- 全幅 : 2,286mm
- 軌間 : 1,067mm
- 車軸配置 : 0-6-0(C)
- 動輪直径 : 1,041mm
- 弁装置 : スチーブンソン式アメリカ型
- シリンダー（直径×行程） : 330mm×508mm
- ボイラー圧力 : 8.4kg/cm2
- 火格子面積 : 1.0m2
- 全伝熱面積 : 48.1m2
  - 煙管蒸発伝熱面積 : 43.6m2
  - 火室蒸発伝熱面積 : 4.6m2
- 小煙管（直径×長サ×数） : 44.5mm×2,946mm×106本
- 機関車運転整備重量 : 23.98t
- 機関車空車重量 : 19.81t
- 機関車動輪上重量（運転整備時） : 23.98t
- 機関車動輪軸重（第2動輪上） : 8.64t
- 水タンク容量 : 2.04m3
- 燃料積載量 : 0.85t
- 機関車性能
  - シリンダ引張力 : 3,790kg
- ブレーキ装置 : 手ブレーキ、蒸気ブレーキ